# 上村彩子 (アナウンサー)
上村 彩子（かみむら さえこ、1992年10月4日 - ）は、TBSテレビのアナウンサー。

## 来歴
千葉県市川市出身。専修大学松戸高等学校卒業後、上智大学文学部新聞学科に入学。在学中に『学生HEROES!Presents FRESH CAMPUS CONTEST2011』に出場、ファイナリストに選出。同時に「テレビ朝日アスク賞」を受賞。
2015年4月、TBSテレビに入社。前述の同コンテストで準グランプリを獲得した宇内梨沙 が同期。研修期間中、7月18日から8月30日まで行われた『夏サカス2015』では、先輩の林みなほ、同期の宇内とともに「デリシャカス食べ歩き隊」としてイベントのPRを行った。
2024年6月14日、自身のInstagramで一般男性と結婚したことを発表。

## 人物・エピソード
- 身長163 cm[2]。
- 幼少期の頃の夢は警察官[11]。
- 高校時代は陸上競技部に所属し、100mハードルの選手として競技活動を行っていた[12]。
- 上智大学在学中は碓井広義ゼミに所属[13]。
- スポーツ報知にてアルバイトの経験がある[12]。
- 祖父が週刊誌「週刊朝日」（朝日新聞出版）を愛読していたことから、大学3年時に同誌の名物企画である「女子大生表紙モデル」に応募し、同誌表紙に掲載された[14]。

## 現在の出演番組

### テレビ
- JNNニュース（隔週水・木・金曜日→木曜日→月曜日、2021年4月 - ）
- ひるおび!（隔週水・木・金曜日→木曜日→月曜日、ニュース　2021年4月 - ）
- ゴゴスマ（毎週月曜日、ニュース　2021年4月 - 2022年3月、毎週木曜日、ニュース、2022年4月 - 2024年3月、毎週月曜日、ニュース、2024年4月 - ）
  - 上記3番組については、他の曜日においてレギュラーで担当する女性キャスターが休演する場合に代理を担当する場合がある。
- Nスタ（水・木・金曜日→水・木曜日、ニュースプレゼンター、2021年7月 - ）
  - 2023年11月以降、金曜日に日比麻音子（月・火・金曜日のメインキャスター）が休暇や体調不良で休演した場合にはメインキャスターを代行している。
- アッコにおまかせ!（2022年10月17日 - ） - 「おまかせ!コレキテル!?」のコーナーに不定期でVTR出演
- news23（2024年4月5日 - ） - 金曜メインキャスター

### ラジオ
- サステバ（2024年4月6日 - ）
- 朗読のヒロバ（2024年11月8日 - 、不定期出演）

## 過去の出演番組

### テレビ
特記のないものは全てTBSテレビ制作。
- Nスタ
  - 平日版 第0・1部【ニュースワイド】（金曜日、2015年10月2日 - 2016年3月25日→月曜 - 水曜日、2016年3月28日 - 9月28日）
  - 日曜版（スポーツ担当、2015年10月4日 - 2017年3月26日）
- TBSニュースバード（水曜日、2015年9月30日 - 2016年3月）
- 報道特集（スポーツ担当[15]、2015年10月3日 - 2017年3月25日）, （2022年4月2日 - 2023年3月30日）- サブキャスター
- はやドキ!（水曜日、2015年9月30日 - 2016年3月23日→月 - 水曜日、2016年3月28日 - 2017年1月→月・火曜日、2017年1月 - 3月→水曜日、2017年4月5日 - 12月27日→新春SP、2018年1月3日）
- S☆1（2017年4月2日未明（1日深夜） - 2022年3月28日未明（27日深夜））
- スーパーサッカー（2017年4月3日未明 - 2021年3月29日未明）
- NEWS23（2020年7月6日 - 10月16日） - 田村真子とともに、小川彩佳の産休に伴うサブキャスター
- JNNフラッシュニュース（2015年9月11日）
- ニューイヤー駅伝2016 - 2018（各年1月1日）
- おびゴハン!（不定期）
- KUNOICHI2017夏（2017年7月2日） - 選手として出場
- 世界陸上2017ロンドン（同年8月） - 現地リポーター
  - 世界陸上2019ドーハ（同年9月 - 10月） - 現地リポーター
- 東日本実業団駅伝2017〜ニューイヤー駅伝への道〜（2017年11月3日） - リポーター
- 平昌オリンピック2018（同年2月） - 現地リポーター
- 2018 FIFAワールドカップ（同年6月 - 7月） - 東京スタジオアシスタント
- アジア大会2018ジャカルタ（同年8月） - 現地キャスター
- SAMURAI BASEBALL「横浜DeNA×巨人」（2019年4月7日） - 横浜スタジアム観客席リポーター
- 東京メトロスポーツスペシャル マラソングランドチャンピオンシップ〜東京五輪代表選考レース 男子〜（2019年9月15日、NHK総合（女子）と共同中継）
- 地球を笑顔にするTV 香川と指原と安住と…SDGsって何だ?SP（2020年11月21日）
- クイズ!オンリー1（2021年2月6日） - 東京ディズニーリゾートブロック解答者
- 日本沈没-希望のひと- 第1話・第4話(2021年10月10日・11月7日) - アナウンサー役
- 東大王（2021年4月7日 - 2022年2月16日） - 出題ナレーション
- 明日をまもるナビ（NHK総合、2023年4月2日） - 首都直下地震に備えた「リアル防災訓練」への参加者としてVTR出演

### ラジオ
- 安住紳一郎の日曜天国（「さばいてにち10」担当、2016年4月17日 - 2017年3月19日） ※月1回程度不定期出演
- TOKYO JUKEBOX（木曜レギュラー、2016年9月29日 - 2017年3月23日）
  - 2016年8月26日放送の「前夜祭」にも出演
- BLITZ POWER PUSH（2017年4月3日 - 2019年9月27日）[16][17]
- 千葉ドリーム!もぎたてラジオ（2019年8月4日 - 2020年3月29日）[18][19]
- 毎日がスペシャル!BS-TBS（2020年8月8日 - 2021年9月25日）
- 土曜ワイドラジオTOKYO ナイツのちゃきちゃき大放送（出水麻衣不在時のアシスタント代理、2016年9月24日）
- スポーツ年録2017〜新時代到来〜（アシスタント、2017年12月27日）
- プレシャスサンデー（笹川友里不在時のパーソナリティ代理、2018年12月9日）
- 生島ヒロシのおはよう定食•おはよう一直線（生島ヒロシの休暇に伴うパーソナリティ代理、2021年9月15日、2022年1月6日）
- 朗読のミカタ（2022年11月21 - 25日、JRN全国ネットの事前収録番組）
  - 自身が『スーパーサッカー』を担当していたことに加えて、放送した週がカタールで行われている2022 FIFAワールドカップの期間中であることから、「2022-2023 サッカー競技規則」に記載されている内容を放送用に手直しした文章を朗読した。
- スナックSDGs（2022年4月2日 - 2024年3月30日）
- 竹中直人〜月夜の蟹〜 （2022年4月3日 - 2024年3月31日） - アシスタント
- 金曜ボイスログ（2024年11月29日） - 東京ディズニーリゾート特集のゲストで出演